# Danuta Chudzianka
Bronisława Danuta Chudzianka-Mamont (ur. 14 lipca 1941 w Hucie-Perejmie na Wołyniu, zm. 27 sierpnia 2011 w Szczecinie) – polska aktorka teatralna i filmowa. Aktorka Teatru Polskiego w Szczecinie.
Debiut sceniczny Danuty Chudzianki miał miejsce 14 września 1963, od tego roku zawodowo związaną ze scenami szczecińskich teatrów. Wieloletnia Przewodnicząca Oddziału ZASP w Szczecinie. 1 września 2011 roku została pochowana na cmentarzu Centralnym w Szczecinie w alei zasłużonych.
W marcu 2011 roku odebrała Srebrny Medal "Zasłużony Kulturze Gloria Artis".

## Filmografia (wybór)
- 1984-87: Zdaniem obrony
- 1989: Ostatni prom
- 1990: Paderewskiego życie po życiu - Wilkońska